# Скиба, Владимир Викторович
Владимир Викторович Скиба (род. 28 ноября 1952, Ровно) — советский и украинский учёный, доктор медицинских наук (1990), профессор (1997), лауреат Государственной премии УССР в области науки и техники (1986), заслуженный деятель науки и техники Украины (2003), лауреат Премии Ленинского Комсомола Украины имени Н. Островского, академик АН высшей школы Украины.

## Жизнеописание
Родился в 1952 году в городе Ровно. В 1975 году окончил лечебный факультет Крымского государственного медицинского института по специальности «лечебное дело». Начал трудовое становление хирургом житомирской центральной районной больницы. В 1977—1983 годах — младший научный сотрудник Киевского научно-исследовательского института клинической и экспериментальной хирургии. В 1983 году защитил кандидатскую диссертацию. В течение 1984—1995 годов-ассистент кафедры общей хирургии Киевского государственного медицинского института им. академика А. А. Богомольца.
Лауреат Государственной премии УССР в области науки и техники 1986 года за цикл работ «Разработка, теоретическое обоснование и клиническое внедрение новых методов оперативного лечения, детоксикации и реабилитации больных с заболеванием печени и желчевыводящих протоков»; соавторы Н. Картель, М. Ковёлв, Е. Колесников, В. Короткий, В. Медведев, Г. Орел, М. Павловский, С. Панченко, А. Радзиховский.
В 1990 году защитил докторскую диссертацию. С 1995 года заведующий кафедрой хирургических болезней медицинского института Украинской академии народной медицины. В 1997 году получил учёное звание профессора; с 2000-го — проректор по лечебной работе медицинского института УАНМ. С 2009 г. — Киевского медицинского университета УАНМ.

## Научная работа
Научные интересы: улучшение качества оказания хирургической помощи населению, внедрение малоинвазивных (как инструментальных, так и неинструментальных методов лечения и профилактики хирургических заболеваний). Является автором 5 научных монографий и 260 научных публикаций; зарегистрировал 30 патентов на изобретения и 160 рационализаторских предложений.
Много лет возглавляет многопрофильную квалификационную клинику «Центр хирургии» Киевской городской клинической больницы № 1З. Как педагог подготовил 1 доктора наук и 6 кандидатов медицинских наук.
Среди патентов: «Способ определения показаний к удалению двенадцатых ребер при выполнении абдоминопластики», 2008, соавторы Юрий Лисайчук, Олег Тарапон и Игорь Яцишин.

## Награды
- Государственная премия УССР в области науки и техники (1986)
- Заслуженный деятель науки и техники Украины (2003)
- Почётная грамота Киевского городского совета НТТ
- Диплом и медаль ВДНХ УССР
- Медаль «Изобретатель СССР»
- Действительный член Нью-Йоркской Академии наук, Европейской и международной академий естествознания (Эдинбург, Великобритания).[2]
- Избран действительным членом Нью-Йоркской Академии наук, Членом международной Ассоциации хирургов — гепатологов, Американской ассоциации хирургов — исследователей.[3]